# Silniční most č. 1555-1
Klenutý silniční most č. 1555-1 stojí na katastrálním území Lomnice nad Lužnicí v okrese Jindřichův Hradec byl v roce 1964 zapsán do Ústředního seznamu kulturních památek České republiky.

## Historie
Most se nachází západně od okraje obce Lomnice nad Lužnicí na silnici III/1555 a překlenuje Zlatou stoku. Podle vytesaného letopočtu na klenáku mostu byl postaven v roce 1841. Parcela mostu je součástí národní kulturní památky Rožmberské rybniční soustavy. V roce 2019 provedla firma Hochtief CZ rekonstrukci mostu.

## Architektura
Most je kamenný s jedním obloukem, mírně šikmý (pravá šikmost), s horní mostovkou a svahovými křídly. Klenba je postavena z lomového kamene, čela a klenáky z opracovaných kvádrů. Klenáky mají výšku 45 cm, ve vrcholu předstupují před líc čela asi o tři centimetry. Klenák na povodní straně nese vytesaný letopočet 1841. Masívní opěry jsou provedeny z kamenného zdiva. Čtyři křídla jsou šikmá svahová, provedena z kamenného zdiva a omítaná. Do betonových přesazených říms v koruně vozovky bylo ukotveno v betonových sloupcích kovové zábradlí.
Most před rekonstrukcí byl dlouhý 10,05 m, široký 7,59 m výška mostu byla 3,35 m. Délka přemostění bylo 7,76 m, rozpětí oblouku bylo 8,36 m. Vrchol oblouku byl 2,29 m nad dnem koryta. Šířka mostu mezi obrubami byla 6,585 m, mezi zábradlím 6,835 m. Vozovka na mostě byla živičná, povolená zatížitelnost 20 t byla snížená na 11 t v důsledku havarijního stavu.
V roce 2019 most prošel rekonstrukcí. Nad stávající konstrukcí je položen deskový rám z předpjatého betonu o jednom poli s proměnnou tloušťkou 0,55–1,00 m. Uložení je na deseti mikropilotách. Původní konstrukce byla očištěna a vyspárována, vnitřní prostorové dutiny zdiva klenby byly injektovány trassovou vápennou maltou. Křídla jsou ponechána a vyspárována.
Délka mostu je 14,835 m, přemostění 12 m, šířka mezi obrubami (šířka vozovky) je 5,50 m a mezi zábradlím 6,61 m, celková šířka 7,51 m. Rozpětí oblouku 8,36 m. Výška mostu nad terénem je 2,05 m. Zatížitelnost mostu byla zvýšena na 32 t. Na mostě je zbudován oboustranný chodník. Vozovka je živičná. Most má kamenné zábradlí kryté kamennou deskou. Klenba, zábradlí a nadezdívky jsou omítané hlazenou vápennou omítkou.